# Елешня-Первая
Елешня-Первая —  деревня в Медынском районе Калужской области России. Входит в муниципальное образование Сельское поселение «Деревня Романово».
Елешня (Алешня, Елошня) — земля, расчищенную под пашню после вырубки леса, также река с заболоченной поймой, поросшей ольхой.
Алешня — ныне безымянная малая речка, впадающая в Шаню в районе деревни Ивановское.

## География
Рядом — Елешня-Вторая, Степановское и Дошино.

## История
В Атласе Калужского наместничества 1782 года территория, на которой сейчас находится деревня, обозначена как участок №3, принадлежавший Екатерине Кононовне Чемесовой, в который входили сельцо Юдино (Алешня тож), у верха Чубаровский и деревня Дошино на речке Медынке.
В XIX веке именовалась Малая Елешня. Рядом господский дом Елешня (54°57′56″ с. ш. 35°44′41″ в. д.).
В «Списке населённых мест Калужской губернии» по данным 1859 года упоминается владельческое сельцо Елешня в 7 верстах от Медыни в сторону Гжатска, с 22 дворами и 182 жителями.
После реформ 1861 года вошла в Романовскую волость. В «Списках…» 1897 года указаны деревня Елешня (Юдино) с 230 жителями в 3,5 верстах от Медыни и хутор Елешня в 6 верстах. В « Списках…» 1914 года — деревни Елешня (Юдино) с 252 жителями и Елешня (г. Розенберг) с 161 жителем.

## Население
| 2002 | 2010 |
| ---- | ---- |
| 5    | ↗9   |